# Jungia
Jungia là một chi thực vật có hoa trong họ Cúc (Asteraceae).

## Loài
Chi Jungia gồm các loài: